# 訥催
訥催（？—624年），朝鲜半岛新罗沙梁部人，大奈麻都非之子。
真平王建福四十一年（624年）十月，百濟大擧侵新罗，分兵圍攻速含、櫻岑、岐岑、烽岑、旗懸、冗柵等六城，真平王命上州、下州、貴幢、法幢、誓幢五軍，前去救援。到达后，見百濟兵陣堂堂，锐不可當，盤桓不前。有人立議：“大王把五軍委托给諸將，國家存亡，在此一战。兵家有言見可而進，知難而退。现在强敵在前，不能因为好謀而径直進击，萬一有不如意，則悔不可追。” 將佐颇以爲然，但是業已受命出兵，不得接着回军。之前，新罗國想要築奴珍等六城没有来得及，于是在其地，築完回军。
百濟侵攻更急，速含、岐岑、冗柵三城，有的被克有的投降，訥催固守三城，听说五軍不救而還，慷慨大哭，对士卒说：“陽春和氣，草木皆華，至於歲寒，獨松栢後彫。现在孤城無援，日益危险，这是志士義夫，盡節揚名之时，你等將要怎么办？”士卒揮淚说：“不敢惜死，唯命是從。” 城池將破，軍士死亡無幾，人们死戰，没有求生之心。訥催有一个奴仆，有力量善于射箭。有人对他说：“小人有異才，很少不爲祸害，此奴应该遠离。”訥催不聽。城陷百济兵入，奴仆張弓搭箭，在訥催前面，射不虛發，百济害怕不敢前。有一百济兵从後面用斧子攻擊訥催，訥催倒下，奴仆回来相斗全都身死。真平王听说后非常悲痛，追贈訥催之職为級湌。